# 日本水獺
日本水獺（学名：Lutra nippon、日语：、日本漢字：日本川獺）是日本一種已滅絕的食肉目動物，屬鼬科水獺亞科水獺屬。

## 分類
有關日本水獺是否一獨立物種目前仍有爭議。IUCN紅色名錄暫時將其歸屬於更普及存在的歐亞水獺而非獨立種，但指出將需等待更進一步的證據去支持或反對有關分類方法。

## 體形
體長1米左右，體重4-11公斤，腿腳很短，趾間有蹼。它們能夠用後腿站立，被認為是河童的原型。

## 生活習性與分佈
曾在北海道至九州的廣大地區生息，生活在河流中下游及海岸附近，以魚蝦等為食，有時到陸地上休息。它們喜歡清澈的水流。

## 滅絕
由於濫捕、農藥和排水導致水質污染，以及對河流的開發導致生存環境惡化，威脅到日本水獺的生存。進入1950年代，只有在四國才能發現。最後一次目擊是在1979年，在高知縣須崎市的新莊川，並留下錄影帶。2012年8月28日，日本環境省宣佈日本水獺為滅絕物種。